# Wilfried Krallert
Wilfried Krallert (ur. 23 stycznia 1912 w Wiedniu, zm. 16 marca 1969 tamże) – austriacki geograf i historyk, SS-Hauptsturmführer SS i funkcjonariusz NSDAP. Po wojnie współpracował z amerykańskim wywiadem.
Studia z zakresu geografii, historii i historii sztuki ukończył na Uniwersytecie Wiedeńskim w 1935 uzyskując tytuł doktora. W kwietniu 1933 wstąpił do NSDAP numer członkowski 1 529 315. W 1942 został odznaczony Krzyżem Zasługi Wojennej II klasy z Mieczami za misje na Bałkanach. Krallert zainicjował, zaplanował i przeprowadził m.in. grabież żydowskich księgarń i antykwariatów na Węgrzech. 30 maja 1945 został aresztowany w Grazu i umieszczony w obozie jenieckim nr 373 w Wolfsbergu. 

## Publikacje
- Wilfried Krallert (Hrsg.): Atlas zur Geschichte der deutschen Ostsiedlung. Velhagen & Klasing, Bielefeld 1958